# GEMO
GEMO (Grupa Eksploracyjna Miesięcznika "Odkrywca") – grupa osób specjalizująca się w poszukiwaniach, badaniach, odkrywaniu tajemnic i zagadek historii związana z Instytutem Badań Historycznych i Krajoznawczych Sp. z o.o., wydawcą ogólnopolskiego miesięcznika "Odkrywca". Cechą działań grupy jest interdyscyplinarność, tj. stosowanie różnych metod badawczych i praca ze specjalistami z różnych dziedzin. Grupa działa na terenie całej Polski, ze szczególnym uwzględnieniem Dolnego Śląska.

## Idea
Motto grupy stanowi cytat z książki C. Cusslera i C. Dirgo "Podwodni Łowcy": "Żeby podjąć poszukiwania zaginionego statku, indiańskiego grobowca, sztab złota, srebrnych monet czy porcelanowych nocników – nie trzeba ciężarówek pełnych specjalistycznego sprzętu. Nie trzeba spadku w wysokości miliona dolarów. Wszystko, czego rzeczywiście potrzeba – to ofiarność, wytrwałość, a także trzymanie na wodzy wyobraźni, aby nie gonić za tym co nierealne. Bo pewnych rzeczy znaleźć po prostu nie można; niektóre w istocie nie zaginęły, inne są czystym wytworem fantazji, wiele wreszcie – aż nazbyt wiele – znajduje się w zupełnie innych miejscach, niż spodziewamy się odnaleźć..."

## Historia
Grupa powstała w 2008 r., początkowo jako dział badawczy wydawnictwa pod roboczą nazwą "Grupa Poszukiwawcza", następnie jako "Grupa Eksploracyjna", ostatecznie przyjęła nazwę "Grupa Eksploracyjna Miesięcznika "Odkrywca" (w skrócie: GEMO). Szefem i koordynatorem jest historyk Łukasz Orlicki.
Od 1 stycznia 2014 roku grupa prezentuje swoje dokonania na swojej stronie Facebook.
Od kwietnia 2017 roku grupa posiada swój oficjalny kanał w serwisie YouTube.

## Skład i współpracownicy
Koordynatorem grupy jest historyk Łukasz Orlicki. Członkami grupy są także Krzysztof Krzyżanowski, eksplorator, autor książek o historii Dolnego Śląska, Paweł Piątkiewicz, badacz historii i eksplorator, Jarosław Stróżniak, eksplorator, Maciej Kwiatkowski, Paweł Trzęsicki.
Grupa współpracuje z wieloma specjalistami z dziedzin geologii, archeologii, historii i historii sztuki, wojskowości, górnictwa, architektury itp. Do osób, które wiele razy wspierały grupę w badaniach należą m.in. dr inż Wiesław Nawrocki (specjalista w dziedzinie badań geofizycznych), dr arch. Paweł Konczewski (red. nacz. "Archeologii Żywej"), Lech Zwirełło (archiwista), Michał Banaś (geolog), Oktavian Bartoszewski (czasopismo niemieckojęzyczne "Relikte des Geschichte").
Działania grupy wspierane są przez firmy TME, Helikon-Tex, Arpol, Wrogeo oraz GralMarine.

## Główne projekty badawcze
- 2006 – poszukiwania krypty wielkich mistrzów krzyżackich w Kwidzynie (pod kierunkiem dr A. Pawłowskiego)[3]
- 2006 – badania na terenie Aresztu Śledczego w Gdańsku[4]
- 2008 – poszukiwanie grobów załogi i miejsca rozbicia alianckiego samolotu w Bronowie (we współpracy z dr arch. Pawłem Konczewskim)[5]
- 2008 – badania zamku w Malborku[6][7]
- 2009 (oraz 2011) – badania na terenie oflagu Woldenberg-Dobiegniew[8]
- 2009-2010 – badania kopalni gipsu i anhydrytu w Nawojowie Śląskim ("Projekt Homar"), najbardziej skomplikowana logistyczne akcja nurkowa[9][10]
- 2010 – badania na terenie 31 Bazy Lotnictwa Taktycznego w Krzesinach[11]
- 2011 – badania miejsca katastrofy niemieckiego samolotu zwiadowczego HS 125 b[12][13]
- 2012 – odkopanie i eksploracja szybu w Starej Kamienicy[14]
- 2012-2013 – badania sztolni nr 3 w górze Gontowa (Góry Sowie), najdroższa akcja poszukiwawcza w polskiej historii[15] Na kanwie poszukiwań powstała książka "Zaginiony konwój do Riese"[16][17]
- 2013 – badania i eksploracja kopalni magnezytu w Ząbkowicach Śląskich[18]
- 2013 – badania i eksploracja kopalni rud żelaza w Stanisławowie (woj. dolnośląskie)[19]
- 2013 – wyprawa badawcza na północną Syberię[20]
- 2014 – odnalezienie miejsca katastrofy polskiego samoloty łącznikowego RWD-8[21][22]
- 2015 – wydobycie zrzutowiska broni i wyposażenia wojskowego w pobliżu Grodkowa (woj. opolskie)[23]
- 2016 – badania związane z "Operacją Lawina" we współpracy z IPN[24][25]
- 2017 – weryfikacja terenowa historii tzw. Szczeliny Jeleniogórskiej w Szklarskiej Porębie[26][27][28][29], badania archeologiczne na Zamku Grodno zakończone odnalezieniem bulli papieskiej, prawd. Benedykta XIII[30]
- 2018 – eksploracja podziemnego schronu w Lubaniu, we współpracy ze Stowarzyszeniem Miłośników Górnych Łużyc w Lubaniu[31]
- 2018 – badania na Jeziorze Drawskim, m.in. odnalezienie XIX-wiecznej drewnianej łodzi[32]
- 2016 – badania na Zamku Czocha[33]
- 2017 – badania zamku Grodno w Zagórzu Śląskim[34][35]
- 2019 – badania na Zamku Książ w Wałbrzychu[36][37]; ponowne badania na Zamku Grodno[38], badania i wizualizacja 3D Sztolni Ochrowej w Złotym Stoku[39]
- 2020 – badania dawnych kopalń złota w rejonie Wielisławki (woj dolnośląskie), całościowe skanowanie laserowe 3D Zamku Czocha - największa tego typu operacja na obiekcie zabytkowym w Polsce[40][41]